# Polygonum salicornioides
Polygonum salicornioides är en slideväxtart som beskrevs av Jaub. & Sp.. Polygonum salicornioides ingår i släktet trampörter, och familjen slideväxter. Inga underarter finns listade i Catalogue of Life.